# Abisara juana
Abisara juana är en fjärilsart som beskrevs av Hans Fruhstorfer 1904. Abisara juana ingår i släktet Abisara och familjen Riodinidae. Inga underarter finns listade i Catalogue of Life.